# Портокалоглу, Никос
Никос Портокалоглу (греч. Νίκος Πορτοκάλογλου, 30 декабря 1957, Волос) — популярный греческий певец, композитор.

## Биография
Никос был вторым ребенком в семье Одиссея Портокалоглу, который был беженцем из Смирны, где работал на нефтеперерабатывающую компанию. Несколько лет семья жила на Крите, и в итоге поселилась в пригороде Афин Неа Смирна, где и получил среднее образование в евангелической школе. В ранние годы Никос увлекался музыкой Маноса Хатзидакиса и Наны Мускури.
В 1980 с товарищами Одиссеем Цакалосом (барабаны), Мустакисом (клавишные), Димитрисом Калецисом (бас) создает собственный музыкальный коллектив ΦΑΤΜΕ. Первый одноименный альбом «Φατμέ» был выпущен в 1982 году при поддержке продюсера Тасоса Фалироса. Через год вышел второй альбом группы «ΨΕΜΑΤΑ», а в 1985 году — третий альбом «ΡΙΣΚΟ», который приносит группе признание широкой аудитории. Позже в составе ΦΑΤΜΕ Портокалоглу издал ещё несколько альбомов, после чего группа распалась.
Первый сольный альбом «ΣΗΚΩ ΨΥΧΗ ΜΟΥ ΣΗΚΩ ΧΟΡΕΨΕ» был записан в начале 90-х годов в сотрудничестве с продюсером Георгиосом Андреу. В дальнейшем Портокалоглу успешно сотрудничал с музыкантом Димитриосом Митропаносом, режиссёрами Пантелисом Вулгарисом и Сотирисом Горитсасом, для кинолент которых писал музыку. Саундтрек к фильму «Brazilero» Горитсаса 2001 года под названием «Θάλασσά μου σκοτεινή» (Мое темное море) стал настоящим хитом в Европе. В 2002 году был издан альбом избранного творчества «ΥΠΑΡΧΕΙ ΛΟΓΟΣ ΣΟΒΑΡΟΣ».
Летом 2008 года в честь 30-летия карьеры музыканта Никос Портокалоглу дал грандиозный концерт на сцене Одеона Герода Аттического в Афинах, в котором приняли участие другие известные греческие музыканты. Последний альбом музыканта под названием «ΣΤΡΟΦΗ» вышел в 2009 году.

## Дискография

### В составе ΦΑΤΜΕ
- ΦΑΤΜΕ 1982
- ΨΕΜΑΤΑ 1983
- ΡΙΣΚΟ 1985
- ΒΓΑΙΝΟΥΜΕ ΑΠ΄ ΤΟ ΤΟΥΝΕΛ 1986
- ΤΑΞΙΔΙ 1988
- ΠΑΛΚΟ 1989
- ΦΩΝΕΣ 1990

### Сольная карьера
- ΣΗΚΩ ΨΥΧΗ ΜΟΥ ΣΗΚΩ ΧΟΡΕΨΕ 1992
- ΤΑ ΚΑΡΑΒΙΑ ΜΟΥ ΚΑΙΩ 1993
- ΑΣΩΤΟΣ ΥΙΟΣ 1996
- ΒΑΛΚΑΝΙΖΑΤΕR [ΚΡΥΦΤΟ] (OST) 1997
- ΠΑΙΧΝΙΔΙΑ ΜΕ ΤΟ ΔΙΑΒΟΛΟ 1999
- ΜΠΡΑΖΙΛΕΡΟ (OST) 2001
- ΘΑΛΑΣΣΑ REMIXES 2002
- ΥΠΑΡΧΕΙ ΛΟΓΟΣ ΣΟΒΑΡΟΣ 2002
- ΔΙΨΑ 2003
- ΠΑΜΕ ΑΛΛΗ ΜΙΑ ΦΟΡΑ 2005
- ΠΑΜΕ ΑΛΛΗ ΜΙΑ ΦΟΡΑ SPECIAL EDITION 2005
- ΤΟ ΠΟΤΑΜΙ 2006
- ΕΝΑ ΒΗΜΑ ΠΙΟ ΚΟΝΤΑ 2006
- ΕΚΤΟΣ ΣΧΕΔΙΟΥ 2007
- Η ΣΒΟΥΡΑ ΚΑΙ ΑΛΛΕΣ ΙΣΤΟΡΙΕΣ 2008
- ΣΤΡΟΦΗ 2009